# 클리시 클럽
클리시 클럽(Clichy Club)은 프랑스 혁명 시기에 우익 정당으로 노예제 폐지운동을 반대했다. 허나 당시 기준에선 극우정당이라고 볼 수는 없는데 기본적으로 강한 보수주의를 추구하기는 했지만 정통왕당파 같은 완전한 반동주의를 추구하지는 않았고 적게나마 혁명의 성과를 수용했으며 자본가들이 요구한 Laissez-faire을 추구했기 때문이다.